# The Best of the Eighties
The Best of the Eighties збірка пісень німецького хеві-метал гурту Grave Digger, видана у 1993 році. Вона включає пісні з раніше виданих альбомів, а також декілька рідкісних пісень.

## Список композицій
1. "Heavy Metal Breakdown" - 3:40 (З альбому Heavy Metal Breakdown)
2. "Shoot Her Down" - 3:39 (раніше видавалась тільки на синглі)
3. "Get Away" - 2:59
4. "Paradise" - 4:13
5. "(Enola Gay) Drop the Bomb" - 3:25
6. "Back from the War" - 5:35 (З альбому Heavy Metal Breakdown)
7. "Witch Hunter" - 4:22
8. "Keep On Rockin'" - 3:04
9. "2000 Lightyears from Home" - 2:53 (З альбому Heavy Metal Breakdown)
10. "Heaven Can Wait" - 3:33
11. "Headbanging Man" - 3:08 (З альбому Heavy Metal Breakdown)
12. "Night Drifter" - 3:09
13. "We Wanna Rock You" - 3:36 (single version)(З альбому Heavy Metal Breakdown)
14. "Yesterday" - 5:05 (З альбому Heavy Metal Breakdown)
15. "Don't Kill the Children" - 3:16 (раніше не видавалася, записана під час запису альбому Witch Hunter)
16. "Tears of Blood" - 2:37 (Записана під час запису альбому Witch Hunter, видана на збірці Metal Attack II)
17. "Girls of Rock 'n' Roll" - 3:41 (раніше не видавалася, записана під час запису альбому War Games)